# Volk (priimek)
Volk je priimek v Sloveniji in tujini. V Sloveniji je Volk 140. najbolj pogost priimek, ki ga je po podatkih Statističnega urada Republike Slovenije na dan 31. decembra 2007 uporabljalo 1.107 oseb, na dan 1. januarja 2011  pa 1.096 oseb ter je med vsemi priimki po pogostosti uporabe zavzel 143. mesto.

## Znani Slovenski nosilci priimka
- Anamarija Volk Zlobec, mladinska pisateljica
- Boris Volk (*1951), arhitekt
- Denis Volk (*1968), psihoterapevt, zlatar, likovni umetnik - oblikovalec, publicist, kustos
- France Volk, vojaška osebnost
- Franjo Volk (*1938), slikar in grafik
- Gregor (in Nina) Volk, pevec (-ca) ljudske glasbe
- Igor Volk, arhitekt
- Ivan Volk (1921 - 2004), duhovnik
- Jana Volk (*1977), jezikoslovka slovenistka
- Jože Volk starejši - Suhorski (1842—1922), pesnik in narodni buditelj
- Jože Volk mlajši (1874—1929), pesnik vseslovanske misli
- Lucijan Volk (1933—2002), časnikar in zamejski politik
- Manca Volk Bahun, geografinja
- Marko Volk (*1943), veterinar
- Robert Volk (*1965), nogometaš
- Romeo Volk, ljudski godec, etnomuzik ("Volk-folk")
- Rudolf (Rudi) Volk (1911—1975), gimnazijski prof. (dr. filozofije)
- Sandi Volk (*1959), zgodovinar
- Slavko Volk (*1923), ribogojski strokovnjak
- Stanislav Volk (1926—2010), politični delavec, matičar gradu Bogenšperk
- Viktor Volk (1887—1976), partizanski učitelj, narodni delavec
- Vinko Volk (1884—1977), čebelar, sodelavec OF
- Vojko Volk (*1958), politik, diplomat
- Vojteh Volk, gospodarstvenik (obsojen)

## Znani tuji nosilci priimka
- Igor Volk (1937–2017), (sovjetski) ukrajinski astronavt
- Leonard Wells Volk (1828—1895), ameriški kipar